# Parad

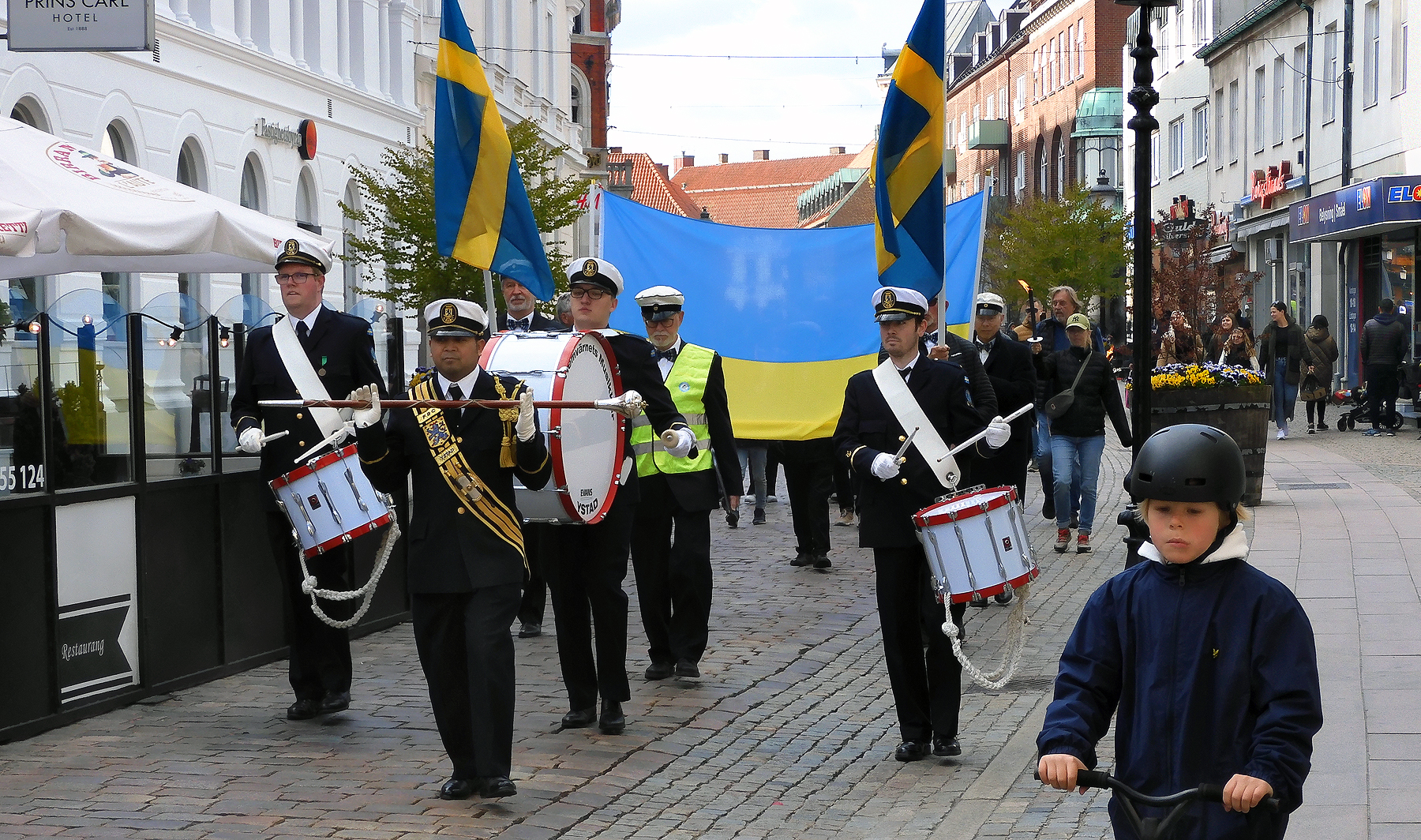
Parad för Ukraina i Ystad 30 april 2022.

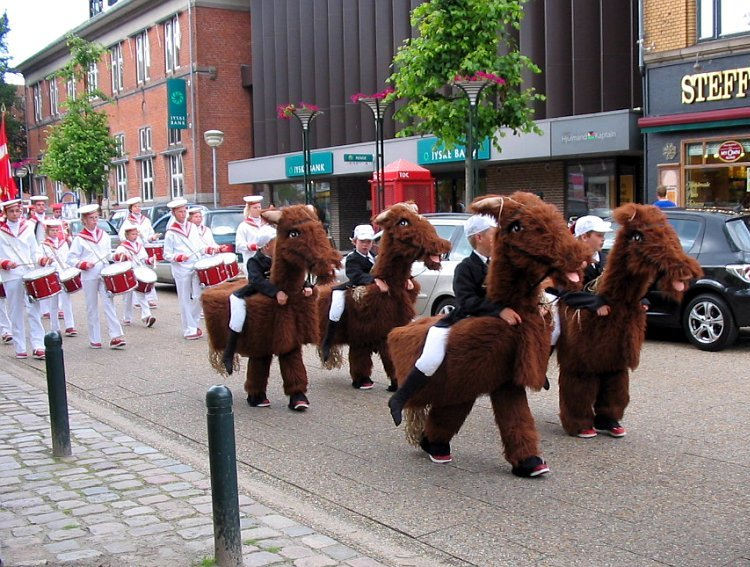
En parad i Hjørring, Danmark.

En parad är ett tåg av människor i något festligt sammanhang, ofta med musikaliskt ackompanjemang. Personerna kan även vara utklädda.
Ett exempel på en populär parad är prideparad.
Traditionellt är parad en procession av militärt slag, medan ord som festtåg (på en festival) eller karnevalståg (på en karneval) är mer specifika termer i andra sammanhang.